# Witica crassicaudus
Witica crassicaudus là một loài nhện trong họ Araneidae.
Loài này thuộc chi Witica. Witica crassicaudus được Eugen von Keyserling miêu tả năm 1865.